# Уорик, Роберт
Ро́берт Уо́рик (англ. Robert Warwick), имя при рождении Роберт Тейлор Бин (англ. Robert Taylor Bien; 9 октября 1878, Сакраменто, Калифорния — 6 июня 1964, Западный Лос-Анджелес, Калифорния) — американский актёр театра, кино и телевидения 1900—1950-х годов.
Уорик начал свою актёрскую карьеру в 1903 году на бродвейской сцене, вскоре став популярным актёром, сыгравшим до 1916 года в двадцати спектаклях и в 1920-е годы — ещё в тринадцати спектаклях. В 1914 году Уорик начал работать в кино, сыграв в период до 1929 год главные романтические роли в тридцати двух фильмах, включая «Псевдоним Джимми Валентайн» (1915), «Украденный голос» (1915) и «Глупость девушки» (1917).
С 1931 года Уорик начал играть роли второго плана в звуковом кино, закончив карьеру в 1959 году, когда ему было более 80 лет. Он, в частности, сыграл в таких известных картинах, как «Я — беглый каторжник» (1932), «Ужасная правда» (1937), «Жизнь Эмиля Золя» (1937), «Приключения Робин Гуда» (1938), «Морской ястреб» (1940) «Странствия Салливана» (1941), «Лицо женщины» (1941), «Приключения в Палм-Бич» (1942), «Я женился на ведьме» (1942), «В укромном месте» (1950) и «Против всех врагов» (1952).

## Ранние годы жизни и начало карьеры
Роберт Уорик родился 9 октября 1878 года в Сакраменто, Калифорния, США (согласно некоторым источникам, он родился в Англии), его имя при рождении Роберт Тейлор Бин.
Уорик вырос в Сакраменто, где пел в церковном хоре, а затем готовился к оперной карьере, изучая вокал в Париже. Однако после того, как в 1903 году его взяли дублером в бродвейскую пьесу «Рад этому», он отказался от оперной карьеры ради карьеры драматического актёра.

## Театральная карьера в 1903—1916 годах
В 1903 году популярный драматург Клайд Фитч (англ. Clyde Fitch) взял Уорика в качестве дублёра в свой бродвейский спектакль «Рад этому» (1903—1904). Свою первую крупную роль идеального красавчика Уорик сыграл в комедии «Обучение мистера Пиппа» (1905). После этого в течение нескольких лет Уорик был крупной театральной звездой в Нью-Йорке.
Всего в период с 1903 по 1916 год он сыграл в двадцати бродвейских спектаклях. Среди прочих ролей он сыграл Алексея Вронского в спектакле «Анна Каренина» (1907) и получил роль в спектакле «Ценность женщины» (1908). В 1911 году у него были роли в музыкальных комедиях «Балканская принцесса» (1911) и «Вальс поцелуев» (1911). В бродвейской оперетте «Мисс принцесса» (1912) Уорик играл со своей будущей женой Джозефин Уиттелл. Затем он участвовал в восстановленном спектакле «Роуздейл» (1913), а также исполнил одну из главных ролей в драме «Секрет» (1913—1914) с Франсес Старр. Он также сыграл в восстановленном спектакле «Знаменитое дело» (1915), а на следующий год сыграл главную мужскую роль в паре с Грейс Джордж в комедии по пьесе Бернарда Шоу «Обращение капитана Брасбаунда» (1916).

## Кинокарьера в 1914—1917 годах
Историк кино Гэри Брамбург написал о Уорике: «Выдающийся актер, кумир женщин и звезда немого кино с красивыми чертами лица, лишь слегка подчеркнутыми выступающим длинным носом». Оставив сцену ради кино, Уорик стал играть романтических героев на студии Paramount Pictures. Как отметил искусствовед Хэл Эриксон, актёру «удалось сохранить свой статус любимца поклонниц, когда он перешел со сцены на экран». В общей сложности в период 1914—1917 годов Уорик сыграл главные роли в 22 фильмах, среди которых криминальная драма «Псевдоним Джимми Валентайн» (1915), мелодрама «Украденный голос» (1915), драма «Пятница, 13-е» (1916), военная драма «Сердце героя» (1916), в котором он сыграл героя войны за независимость Натана Хейла, мелодрама «Безумный любовник» (1917) и комедия «Глупость девушки» (1917).
В какой-то момент Уорик даже основал собственную продюсерскую компанию Robert Warwick Film Corp, которая за шесть месяцев выпустила четыре фильма. Однако в 1917 году Уорвик временно покинул Голливуд, чтобы пойти служить в армию во время Первой мировой войны.

## Служба в армии и продолжение кинокарьеры в 1917—1920 годах
Во время Первой мировой войны Уорик был произведён в капитаны и 17 месяцев прослужил в штабе американской армии во Франции. Он также выполнял обязанности офицера по связи с французской армией. После войны в звании майора он вернулся в Голливуд, где до конца 1920 года снялся в главных ролях в десяти фильмах.

## Театральная карьера в 1921—1929 годах
В 1921 году Уорик вернулся на бродвейскую сцену, сыграв до конца десятилетия в тринадцати спектаклях, среди которых «В ночном дозоре» (1921), «Дрейф» (1922). «Соперники» (1922), «К любви» (1922) с Грейс Джордж, «Дешевле жениться» (1924), «Его королева» (1925), «Добродетель леди» (1925—1926) с Мэри Нэш, «Двое сирот» (1926), «Защита миссис Дейн» (1928), «Шерлок Холмс» (1928), «В рамках закона» (1928), «Милые женщины» (1929) и «Учебник для влюблённых» (1929).

## Карьера в кинематографе в 1931-1959 годах
В 1931 году Уорик, которому уже было больше пятидесяти лет, возобновил голливудскую карьеру. Благодаря своему необычному красивому голосу он нашёл себе место в звуковом кино. После романтических главных ролей в немых фильмах 1920-х годов он перешёл на роли второго плана, играя официальных лиц и людей с положением.
В 1931 году у Уорика было три непримечательных картины, однако год спустя он сыграл в тринадцати картинах, в том числе был комиссаром полиции в криминальной хоррор-драме Майкла Кёртиса «Доктор Икс» (1932), а также сыграл в фильме нуар Мервина Лероя с Полом Муни «Я — беглый каторжник» (1932), комедии с Уорреном Уильямом и Бетт Дейвис «Тёмная лошадка» (1932) и мелодраме с Барбарой Стэнвик «Такой большой!» (1932).
В 1933 году Уорик появился в девяти фильмах, среди которых мелодрама со Стэнвик «Леди, о которых говорят» (1933), драма со Спенсером Трейси «Сила и слава» (1933) и романтическая комедия с Рут Чаттертон «Женщина» (1933). Год спустя у Уорика было пять фильмов, среди которых историческая драма с Клодетт Кольбер «Клеопатра» (1934), где он сыграл Ахиллу, криминальная комедия с Джеймсом Кэгни «Джентльмен Джимми» (1934) и детектив с Уорреном Уильямом «Дело о драконе-убийце» (1934).
В 1935 году Уорик сыграл в четырнадцати картинах, в том числе исполнил роль Нептуна в фантастической комедии «Ночная жизнь богов» (1935), был судьёй в исторической мелодрама по роману Чарльз Диккенса «Повесть о двух городах» (1935), сыграл эпизодическую роль полковника на банкете в драме по роману Льва Толстого «Анна Каренина» (1935) с Гретой Гарбо в заглавной роли, был полковником Грэем в семейной музыкальной комедии с Ширли Темпл «Маленький полковник» (1935), а также сыграл в криминальной мелодраме со Спенсером Трейси «Убийство человека» (1935).
Год спустя у Уорика было пятнадцать фильмов. В частности, он сыграл лорда Монтагю в фильме Джорджа Кьюкора «Ромео и Джульетта» (1936) с Нормой Ширер и Лесли Говардом, и сэра Фрэнсиса Ноллиса в исторической драме Джона Форда «Мария Шотландская» (1936) с участием Кэтрин Хепберн и Фредрика Марча. Он также снялся в криминальной комедии «Приключение на Манхэттэне» (1936) с Джин Артур и Джоэлом Маккри, был шефом полиции в детективе «Чарли Чан на скачках» (1936), а также сыграл в приключенческой мелодраме с Эдвардом Арнольдом «Золото Слаттера» (1936).
Во второй половине 1930-х годов Уорик получил роли в нескольких захватывающих костюмированных фильмах Warner Bros. с участием Эррола Флинна, таких как «Принц и нищий» (1937), где сыграл лорда Уорика, «Приключения Робин Гуда» (1938), где сыграл сэра Джеффри, выступающего на стороне принца Джона, «Частная жизнь Елизаветы и Эссекса» (1939), где исполнил роль лорда Маунтджоя и «Морской ястреб» (1940), где был капитаном Форбишером.
Среди тринадцати его фильмов 1937 года также были романтическая комедия с Кэри Грантом и Айрин Данн «Ужасная правда» (1937), биографическая драма с Полом Муни «Жизнь Эмиля Золя» (1937), историческая мелодрама с Гретой Гарбо «Покорение» (1937), приключенческий экшн с Гэри Купером «Загубленные в море» (1937) и военная мелодрама «Дорога домой» (1937). До конца 1930-х годов Уорик появился также в таких памятных фильмах, как военная мелодрама с Генри Фондой «Блокада» (1938), биографическая историческая драма с Полом Муни и Бетт Дейвис «Хуарес» (1939), тюремный триллер с Борисом Карлоффом «Остров дьявола» (1939) и детектив «Великолепное мошенничество» (1939).
В 1940—1944 годах Уорвик сыграл небольшие роли в семи комедиях признанного режиссёра Престона Стёрджеса, среди них «Великий Макгинти» (1940), «Рождество в июле» (1940), «Леди Ева» (1941) со Стэнвик и Генри Фондой, «Странствия Салливана» (1941) с Джоэлом Маккри и Вероникой Лейк, «Я женился на ведьме» (1942) с Фредериком Марчем и Лейк, «Приключения в Палм-Бич» (1942) с Клодетт Кольбер и Маккри и «Слава герою-победителю» (1944) с Эдди Брэкеном и Эллой Рейнс. По мнению историка кино Хэла Эриксона, свою лучшую роль под руководством Стёрджеса Уорик исполнил в фильме «Странствия Салливана» (1942), сыграв покровительствующего молодому режиссёру, но бесцеремонного босса голливудской студии, который требует, чтобы в каждый его фильм было введено «немного секса».
В первой половине 1940-х годов Уорик появился в таких памятных фильмах, как биографическая драма с Эдвардом Робинсоном «Почта от Рейтера» (1940), мюзикл «Новолуние» (1940), нуарный триллер с Джоан Кроуфорд «Лицо женщины» (1941), биографическая драма с Ваном Хефлином «Теннесси Джонсон» (1942), вестерн с Джоном Уэйном «В старой Оклахоме» (1943) и приключенческая комедия с Бобом Хоупом «Принцесса и пират» (1944). Во второй половине 1940-х годов у Уорика были роли в детективе «Приключение Сокола» (1946) и в социальной драме Элии Казана «Джентльменское соглашение» (1947) с Грегори Пеком в главной роли. Он также сыграл роль вождя индейского племени в исторической приключенческой драме Сесиля Демилля «Непобеждённый» (1947) с Гэри Купером в главной роли и отца д’Артаньяна в приключенческом фильме «Три мушкетёра» (1948) с Джином Келли, приключенческом экшне «Похождения Дон Жуана» (1949) с Эрролом Флинном, а также в фильмах нуар «Удар» (1949) и «Женский секрет» (1949).
Наиболее памятным образом, созданным Уориком на экране в 1950-е годы, стал «надломленный, неудачливый спивающийся актёр Чарли Уотерман» в фильме нуар Николаса Рэя «В укромном месте» (1950) с Хамфри Богартом в главной роли. Впервые Богарт встретился в Уориком ещё в 1922 году, когда дебютировал на бродвейской сцене в спектакле «Дрейф». Богарт запомнил доброе отношение к себе со стороны Уорика, который в тот момент находился в зените славы, и 28 лет спустя настоял на том, чтобы Уорику дали хорошую роль в этом фильме. В том же году Уорик снялся в семейной комедии о говорящем муле «Фрэнсис» (1950), в вестерне с Рэндольфом Скоттом «Шугарфут» (1951) и сыграл французского префекта на Корсике начала XIX века в криминальной драме «Вендетта» (1950), которая стала знаменита своими неоднократными сменами режиссёра и многократными пересъёмками.
В первой половине 1950-х годов Уорик сыграл капитана Кидда в приключенческой мелодраме с Эрролом Флинном «Против всех врагов» (1952), появился в роли пожилого актёра в мелодраме с Бетт Дейвис «Звезда» (1952), сыграл в исторической драме с Ритой Хейворт «Саломея» (1953), был губернатором в вестерне с Тайроном Пауэром «Игрок из Миссисипи» (1953) и судьёй в вестерне с Джоном Пейном «Серебряная жила» (1954). В дальнейшем Уорик памятно сыграл роль умирающего владельца медиа-империи в фильме нуар Фрица Ланга «Пока город спит» (1956), индейского вождя в вестерне с Оди Мерфи «Прогулка по гордой земле» (1956), брата Абрахама в вестерне с Рэндольфом Скоттом «Перестрелка в Медсин-Бенд» (1957) и капитана Локьера в приключенческой исторической картине с Юлом Бриннером «Флибустьер» (1958). Последний раз Уорвик появился на большом экране в роли конгрессмена в романтической комедии с Гленном Фордом и Дебби Рейнольдс «Все началось с поцелуя» (1959).

## Карьера на телевидении
Начиная с 1949 года, Уорик начал сниматься на телевидении, завершив свою телекарьеру в 1962 году. За этот период он сыграл в 64 эпизодах 47 различных сериалов, среди которых «Альфред Хичкок представляет» (1955), «Письмо к Лоретте» (1955—1957), «Сломанная стрела» (1956—1958), «Дни в Долине смерти» (1958—1959), «Шугарфут» (1959—1960), «Гавайский детектив» (1959—1961), «Шайенн» (1960), «Сумеречная зона» (1960), «Питер Ганн» (1960), «Мэверик» (1960), «Театр Зейна Грея» (1960—1961), «Караван повозок» (1961) и «Доктор Килдэр»(1962). Многие из этих ролей Уорик исполнил, когда ему было уже больше 80 лет.

## Актёрское амплуа и оценка творчества
Уорик имел многолетнюю успешную актёрскую карьеру в театре, кино и на телевидении, охватившую период с 1903 по 1962 год. В 1903 году он начал работать на бродвейской сцене, вскоре став кумиром женской аудитории. С 1914 года Уорик начал играть в немом кино, исполнив вплоть до 1929 года главные романтические роли более чем в трёх десятках фильмов.
В 1932 году, когда Уорик начал активно работать в звуковом кино, ему уже было пятьдесят лет. Хотя его образ романтического героя поблек, он добился успеха как исполнитель характерных ролей. Благодаря своей величественной, статной внешности и хорошо модулированному голосу Уорик часто получал роли аристократов, высокопоставленных военных, щеголеватых бизнесменов или строгих, но доброжелательных отцов. В картинах на более современную тематику его часто можно было увидеть в военной форме или в смокинге.
За свою карьеру Уорик сыграл в двух фильмах, завоевавших «Оскар» как лучшая картина — «Жизнь Эмиля Золя» (1937) и «Джентльменское соглашение» (1947). У него также были роли в шести фильмах, которые номинировались на «Оскар» как лучшая картина — «Я — беглый каторжник» (1932), «Клеопатра» (1934), «Повесть о двух городах» (1935), «Ромео и Джульетта» (1936), «Ужасная правда» (1937) и «Приключения Робин Гуда» (1938).

## Личная жизнь
Роберт Уорик был женат трижды. С 1902 по 1909 год он был женат на Арлин Пек (англ. Arline Peck), брак закончился разводом. В этом браке у него родилась дочь Розалинд, которая подарила ему двух внуков. В 1910 году Уорвик женился на актрисе Джозефин Уиттелл (англ. Josephine Whittell), брак с которой также закончился разводом. В этом браке у него родилась дочь Изабелла (Бетси). Наконец, в 1930 году Уорвик женился на актрисе Стелле Ларримор (англ. Stella Larrimore), с которой прожил до её смерти в 1960 году.

## Смерть
Роберт Уорик умер 6 июня 1964 года в Лос-Анджелесе, Калифорния, после продолжительной болезни, ему было 85 лет.

## Фильмография
| Год         |     | Русское название                  | Оригинальное название                    | Роль                                                        |
| ----------- | --- | --------------------------------- | ---------------------------------------- | ----------------------------------------------------------- |
| 1914        | ф   | Долларовая отметка                | The Dollar Mark                          | Джеймс «Джим» Гришем                                        |
| 1914        | ф   | Факир на час                      | Man of the Hour                          | Генри Гаррисон                                              |
| 1915        | ф   | Так называемый Джимми Валентайн   | Alias Jimmy Valentine                    | Джимми Валентайн                                            |
| 1915        | ф   | Лицо в лунном свете               | The Face in the Moonlight                | Виктор / Рабат                                              |
| 1915        | ф   | Вспышка изумруда                  | The Flash of an Emerald                  | Люциус Уолдек                                               |
| 1915        | ф   | Человек, который нашёл себя       | The Man Who Found Himself                | Джеймс Кларк                                                |
| 1915        | ф   | Грехи общества                    | The Sins of Society                      | капитан Дориан Марч                                         |
| 1915        | ф   | Украденный голос                  | The Stolen Voice                         | Джеральд Д’Орвилль                                          |
| 1915        | кор | Индийский бриллиант               | An Indian Diamond                        |                                                             |
| 1916        | ф   | Весь человек                      | All Man                                  | Джим Блейк                                                  |
| 1916        | ф   | Пятница, 13-е                     | Friday the 13th                          | Роберт Брауни                                               |
| 1916        | ф   | Сердце героя                      | The Heart of a Hero                      | Натан Хейл                                                  |
| 1916        | ф   | Человеческий плавник              | Human Driftwood                          | Роберт Хендрикс                                             |
| 1916        | ф   | Неожиданное богатство             | Sudden Riches                            | Роберт Крю                                                  |
| 1916        | ф   | Высшая жертва                     | The Supreme Sacrifice                    | Дэвид Олдрич                                                |
| 1916        | ф   | Плоды страсти                     | Fruits of Desire                         | Марк Трюитт                                                 |
| 1917        | ф   | Дело Аргайла                      | The Argyle Case                          | Эш Кейтон                                                   |
| 1917        | ф   | Ложный друг                       | The False Friend                         | Уильям Рэмсделл                                             |
| 1917        | ф   | Честь семьи                       | The Family Honor                         | капитан Стивен Уэйн                                         |
| 1917        | ф   | Девичья глупость                  | A Girl's Folly                           | Кеннет Дрисколл                                             |
| 1917        | ф   | Безумный любовник                 | The Mad Lover                            | Роберт Хайд                                                 |
| 1917        | ф   | Человек, который забыл            | The Man Who Forgot                       | мужчина, позднее известный как Джон Смит                    |
| 1917        | ф   | Безмолвный мастер                 | The Silent Master                        | Валентин, или мсье Симон                                    |
| 1917        | ф   | В аду нет ярости                  | Hell Hath No Fury                        |                                                             |
| 1918        | ф   | Приключение в сердцах             | An Adventure in Hearts                   | капитан Дьепп                                               |
| 1919        | ф   | В Миззуре                         | In Mizzoura                              | Джим Редбёрн                                                |
| 1919        | ф   | Тайная служба                     | Secret Service                           | майор Льюис К. Дюмон                                        |
| 1919        | ф   | Горная сказка                     | Told in the Hills                        | Джек Стюарт                                                 |
| 1920        | ф   | Город масок                       | The City of Masks                        | Томми Троттер                                               |
| 1920        | ф   | Четырнадцатый человек             | The Fourteenth Man                       | капитан Дуглас Гордон                                       |
| 1920        | ф   | Джек Строу                        | Jack Straw                               | Джек Строу                                                  |
| 1920        | ф   | Ты — мужчина                      | Thou Art the Man                         | Майлс Калтроуп                                              |
| 1920        | ф   | Древо познания                    | The Tree of Knowledge                    | Найджер Стэньон                                             |
| 1924        | ф   | Злючка                            | The Spitfire                             | Оливер Блейр                                                |
| 1929        | ф   | Без маски                         | Unmasked                                 | Крейг Кеннеди                                               |
| 1931        | ф   | Священный ужас                    | A Holy Terror                            | Джон Бард, он же Томас Вудбери                              |
| 1931        | ф   | Королевское ложе                  | The Royal Bed                            | Премьер Нортрап, премьер-министр                            |
| 1931        | ф   | Три негодяя                       | Not Exactly Gentlemen                    | Лэйн Хантер                                                 |
| 1932        | ф   | Боязнь говорить                   | Afraid to Talk                           | Джейк Стрэнски                                              |
| 1932        | ф   | Тёмная лошадка                    | The Dark Horse                           | мистер Кларк                                                |
| 1932        | ф   | Доктор Икс                        | Doctor X                                 | комиссар полиции Стивенс                                    |
| 1932        | ф   | Девушка из Калгари                | The Girl from Calgary                    | Билл Уэбстер                                                |
| 1932        | ф   | Я — беглый каторжник              | I Am a Fugitive from a Chain Gang        | Фуллер                                                      |
| 1932        | ф   | Богатство, которое всегда с нами  | The Rich Are Always with Us              | доктор                                                      |
| 1932        | ф   | Тайны Ву Сина                     | The Secrets of Wu Sin                    | Роджер Кинг                                                 |
| 1932        | ф   | Серебряный доллар                 | Silver Dollar                            | полковник Стэнтон                                           |
| 1932        | ф   | Такой большой!                    | So Big!                                  | Симеон Пик, игрок                                           |
| 1932        | ф   | Бесстыжая                         | Unashamed                                | мистер Огден                                                |
| 1932        | ф   | Женщина из Монте-Карло            | The Woman from Monte Carlo               | Морбраз                                                     |
| 1932        | ф   | Фриско Дженни                     | Frisco Jenny                             | Келли (в титрах не указан)                                  |
| 1932        | ф   | Вот мой мальчик                   | That's My Boy                            | Стивен Роджерс (в титрах не указан)                         |
| 1933        | ф   | Крупное дело Чарли Чана           | Charlie Chan's Greatest Case             | Дэн Уинтерслип                                              |
| 1933        | ф   | Бой с Китом Карсоном              | Fighting with Kit Carson                 | вождь Чёрный орёл (в титрах не указан)                      |
| 1933        | ф   | Паломничество                     | Pilgrimage                               | майор Альбертсон                                            |
| 1933        | ф   | Три мушкетёра                     | The Three Musketeers                     | полковник Брент                                             |
| 1933        | ф   | Шепчущие тени                     | The Whispering Shadow                    | детектив Роберт Реймонд                                     |
| 1933        | ф   | Женщина                           | Female                                   | адвокат Брэдли (в титрах не указан)                         |
| 1933        | ф   | Леди, о которых говорят           | Ladies They Talk About                   | тюремщик (в титрах не указан)                               |
| 1933        | ф   | Сила и слава                      | The Power and the Glory                  | Эдвард, председатель совета директоров (в титрах не указан) |
| 1933        | ф   | Ипподром                          | Racetrack                                | (в титрах не указан)                                        |
| 1934        | ф   | Клеопатра                         | Cleopatra                                | генерал Ахилла                                              |
| 1934        | ф   | Дело о драконе-убийце             | The Dragon Murder Case                   | доктор Хэллидей                                             |
| 1934        | ф   | Школа для девушек                 | School for Girls                         | губернатор                                                  |
| 1934        | ф   | Джентльмен Джимми                 | Jimmy the Gent                           | судья по удо Колсейер (в титрах не указан)                  |
| 1934        | ф   | Полночное алиби                   | Midnight Alibi                           | помощник окружного прокурора (в титрах не указан)           |
| 1935        | ф   | Маленький полковник               | The Little Colonel                       | полковник Грей                                              |
| 1935        | ф   | Кодекс всадника                   | Code of the Mounted                      | инспектор Маллой                                            |
| 1935        | ф   | Сражающиеся морпехи               | The Fighting Marines                     | полковник У. Р. Беннетт                                     |
| 1935        | ф   | Хопэлонг Кэссиди                  | Hop-a-Long Cassidy                       | Джим Микер                                                  |
| 1935        | ф   | Убийство человека                 | The Murder Man                           | Колвилл                                                     |
| 1935        | ф   | Ночная жизнь богов                | Night Life of the Gods                   | Нептун                                                      |
| 1935        | ф   | Встрел в темноте                  | A Shot in the Dark                       | Джозеф Харрис                                               |
| 1935        | ф   | Повесть о двух городах            | A Tale of Two Cities                     | судья трибунала                                             |
| 1935        | кор | Волнение для Тельмы               | A Thrill for Thelma                      | капитан Ричард Кайн                                         |
| 1935        | ф   | Хлыст-Пила                        | Whipsaw                                  | Роберт В. Уодсворт                                          |
| 1935        | ф   | Полосы ненависти                  | Bars of Hate                             | губернатор                                                  |
| 1935        | ф   | Война за древесину                | Timber War                               | Фергюсон                                                    |
| 1935        | ф   | Анна Каренина                     | Anna Karenina                            | полковник на банкете (в титрах не указан)                   |
| 1935        | ф   | Фермер женится                    | The Farmer Takes a Wife                  | Джуниус Брутус Бут (в титрах не указан)                     |
| 1935        | ф   | Два грешника                      | Two Sinners                              | (в титрах не указан)                                        |
| 1936        | ф   | Эйс Драммонд                      | Ace Drummond                             | Уинстон                                                     |
| 1936        | ф   | Приключение на Манхэттэне         | Adventure in Manhattan                   | Филлип                                                      |
| 1936        | ф   | Храбрый кабальеро                 | The Bold Caballero                       | губернатор Пальма                                           |
| 1936        | ф   | Невеста уходит                    | The Bride Walks Out                      | мистер Маккензи                                             |
| 1936        | ф   | Утренний выпуск                   | Bulldog Edition                          | Эванс                                                       |
| 1936        | ф   | Может это быть дикси?             | Can This Be Dixie?                       | генерал Борегар Пичтри                                      |
| 1936        | ф   | Чарли Чан на скачках              | Charlie Chan at the Race Track           | шеф полиции (в титрах не указан)                            |
| 1936        | ф   | Дайте мне свободу                 | Give Me Liberty                          | Джордж Вашингтон                                            |
| 1936        | ф   | В его шагах                       | In His Steps                             | судья Грей                                                  |
| 1936        | ф   | Мария Шотландская                 | Mary of Scotland                         | сэр Фрэнсис Ноллис                                          |
| 1936        | ф   | Возвращение Джимми Валентайна     | The Return of Jimmy Valentine            | сэр Джимми Дэвис                                            |
| 1936        | ф   | Ромео и Джульетта                 | Romeo and Juliet                         | лорд Монтагю                                                |
| 1936        | ф   | Золото Саттера                    | Sutter's Gold                            | генерал Александр Ротчефф                                   |
| 1936        | ф   | Вигиланты идут                    | The Vigilantes Are Coming                | граф Иван Распинофф                                         |
| 1937        | ф   | Ужасная правда                    | The Awful Truth                          | мистер Вэнс                                                 |
| 1937        | ф   | Совет для преступления            | Counsel for Crime                        | Эйза Стюарт                                                 |
| 1937        | ф   | Подходит королю                   | Fit for a King                           | премьер-министр                                             |
| 1937        | ф   | Важная персона                    | High Hat                                 | Крейг Дюпон (старший)                                       |
| 1937        | ф   | Угроза в джунглях                 | Jungle Menace                            | главный инспектор Ангус Маклеод                             |
| 1937        | ф   | Пусть живут                       | Let Them Live                            | мэр                                                         |
| 1937        | ф   | Жизнь Эмиля Золя                  | The Life of Emile Zola                   | майор Анри                                                  |
| 1937        | ф   | Принц и нищий                     | The Prince and the Pauper                | лорд Уорик                                                  |
| 1937        | ф   | Дорога назад                      | The Road Back                            | судья                                                       |
| 1937        | ф   | Трое стрелков                     | The Trigger Trio                         | Джон Эванс                                                  |
| 1937        | ф   | Покорение                         | Conquest                                 | капитан Ляру (в титрах не указан)                           |
| 1937        | ф   | Загубленные в море                | Souls at Sea                             | вице-адмирал (в титрах не указан)                           |
| 1937        | ф   | Женщина в горе                    | Woman in Distress                        | Ван Олстен (в титрах не указан)                             |
| 1938        | ф   | Приключения Робин Гуда            | The Adventures of Robin Hood             | сэр Джеффри                                                 |
| 1938        | ф   | Армейская девушка                 | Army Girl                                | бригадный генерад Мэтьюз                                    |
| 1938        | ф   | Блокада                           | Blockade                                 | Валлехо                                                     |
| 1938        | ф   | Вперёд, морпехи!                  | Come On, Leathernecks!                   | полковник Батлер                                            |
| 1938        | ф   | Сын гангстера                     | Gangster's Boy                           | Тим Келли                                                   |
| 1938        | ф   | Достижение успеха                 | Going Places                             | Фроум                                                       |
| 1938        | ф   | Закон равнин                      | Law of the Plains                        | Уиллард Макгоуэн                                            |
| 1938        | ф   | Шпионская сеть                    | The Spy Ring                             | полковник Бердетт                                           |
| 1938        | ф   | Эскадрон чести                    | Squadron of Honor                        | Кимболл                                                     |
| 1938        | ф   | Аннабель отправляется в тур       | Annabel Takes a Tour                     | диктор на ипподроме (в титрах не указан)                    |
| 1939        | ф   | Почти джентльмен                  | Almost a Gentleman                       | майор Мэбри                                                 |
| 1939        | ф   | В старом Монтерее                 | In Old Monterey                          | майор Форбс                                                 |
| 1939        | ф   | Конга, дикий жеребец              | Konga, the Wild Stallion                 |                                                             |
| 1939        | ф   | Великолепное мошенничество        | The Magnificent Fraud                    | генерал Пабло Эрнандес                                      |
| 1939        | ф   | Частная жизнь Елизаветы и Эссекса | The Private Lives of Elizabeth and Essex | лорд Маунтджой                                              |
| 1939        | ф   | Остров дьявола                    | Devil's Island                           | Демонпре                                                    |
| 1939        | кор | Плавающая банка                   | The Ash Can Fleet                        | Фон Гинденберг (в титрах не указан)                         |
| 1939        | ф   | Сражающиеся чистокровные жеребцы  | Fighting Thoroughbreds                   | комиссар (в титрах не указан)                               |
| 1939        | ф   | Хуарес                            | Juarez                                   | майор Дюпон (в титрах не указан)                            |
| 1940        | ф   | Убийство в воздухе                | Murder in the Air                        | доктор Финчли                                               |
| 1940        | ф   | Новолуние                         | New Moon                                 | комиссар                                                    |
| 1940        | ф   | На месте                          | On the Spot                              | Сайсур Хэддон                                               |
| 1940        | ф   | Морской ястреб                    | The Sea Hawk                             | Фробишер                                                    |
| 1940        | ф   | Рождество в июле                  | Christmas in July                        | присяжный (в титрах не указан)                              |
| 1940        | ф   | Почта от Рейтера                  | A Dispatch from Reuter's                 | оппозиционный оратор в парламенте (в титрах не указан)      |
| 1940        | ф   | Граф Чикаго                       | The Earl of Chicago                      | клерк в парламенте (в титрах не указан)                     |
| 1940        | ф   | Великий Макгинти                  | The Great McGinty                        | оппозиционный оратор (в титрах не указан)                   |
| 1940        | ф   | Тедди, крутой ездок               | Teddy the Rough Rider                    | капитан Леонард Вуд (в титрах не указан)                    |
| 1940        | ф   | Мясо и роман                      | Meat and Romance                         | доктор Аллен, отец Билла (в титрах не указан)               |
| 1941        | ф   | Луизианская покупка               | Louisiana Purchase                       | спикер Палаты представителей                                |
| 1941        | ф   | Странствия Салливана              | Sullivan's Travels                       | мистер Лебранд                                              |
| 1941        | ф   | Лицо женщины                      | A Woman's Face                           | помощник судьи                                              |
| 1941        | ф   | Леди Ева                          | The Lady Eve                             | пассажир на корабле (в титрах не указан)                    |
| 1941        | ф   | Эта Англия                        | This England                             | (в титрах не указан)                                        |
| 1942        | ф   | Курсанты на параде                | Cadets on Parade                         | полковник Меткалф                                           |
| 1942        | ф   | Орлиная эскадрилья                | Eagle Squadron                           | Баллок                                                      |
| 1942        | ф   | На флоте                          | The Fleet's In                           | адмирал Райт                                                |
| 1942        | ф   | Я женился на ведьме               | I Married a Witch                        | Джей Би Мастерсон                                           |
| 1942        | ф   | Приключения в Палм-Бич            | The Palm Beach Story                     | мистер Хинч                                                 |
| 1942        | ф   | Тайные враги                      | Secret Enemies                           | Отто Зиммер, он же доктор Вудфорд                           |
| 1942        | ф   | Теннесси Джонсон                  | Tennessee Johnson                        | майор Крукс                                                 |
| 1943        | ф   | Зверобой                          | The Deerslayer                           | вождь Ункас                                                 |
| 1943        | ф   | Дикси                             | Dixie                                    | мистер Лаплант                                              |
| 1943        | ф   | Два билета в Лондон               | Two Tickets to London                    | Ормсби                                                      |
| 1943        | ф   | Женщины на войне                  | Women at War                             | генерал-майор «Кровь и Гром» Трэвис                         |
| 1943        | ф   | В старой Оклахоме                 | In Old Oklahoma                          | вождь Большое дерево (в титрах не указан)                   |
| 1944        | ф   | От Бауэри до Бродвея              | Bowery to Broadway                       | Клифф Браун                                                 |
| 1944        | ф   | Кисмет                            | Kismet                                   | Альфайф                                                     |
| 1944        | ф   | Человек из Фриско                 | Man from Frisco                          | Брюс Макрей                                                 |
| 1944        | ф   | Принцесса и пират                 | The Princess and the Pirate              | Король                                                      |
| 1944        | ф   | Слава герою-победителю            | Hail the Conquering Hero                 | полковник морской пехоты (в титрах не указан)               |
| 1945        | ф   | Судан                             | Sudan                                    | Маатет                                                      |
| 1946        | ф   | Уголовный суд                     | Criminal Court                           | мистер Маркетт                                              |
| 1946        | ф   | Приключение Сокола                | The Falcon's Adventure                   | Кеннет Саттон                                               |
| 1946        | ф   | Террор в джунглях                 | Jungle Terror                            | главный инспектор Ангус Маклауд (в титрах не указан)        |
| 1947        | ф   | Пираты Монтерея                   | Pirates of Monterey                      | губернатор де Сола                                          |
| 1947        | ф   | Непобежденный                     | Unconquered                              | Понтиак, вождь племени оттава                               |
| 1947        | ф   | Джентльменское соглашение         | Gentleman's Agreement                    | Ирвинг Вайзман (в титрах не указан)                         |
| 1948        | ф   | Похождения Дон Жуана              | Adventures of Don Juan                   | Дон Хозе, граф де Полан                                     |
| 1948        | ф   | Ярость у Фернес-Крик              | Fury at Furnace Creek                    | генерал Флетчер Блэквелл                                    |
| 1948        | ф   | Контрабандисты оружия             | Gun Smugglers                            | полковник Дэвис                                             |
| 1948        | ф   | Уикэнд на миллион долларов        | Million Dollar Weekend                   | Дэйв Дитрих                                                 |
| 1948        | ф   | Удар                              | Impact                                   | капитан Каллаган                                            |
| 1948        | ф   | Три мушкетера                     | The Three Musketeers                     | д’Артаньян-старший (в титрах не указан)                     |
| 1949        | ф   | Женский секрет                    | A Woman's Secret                         | Робертс                                                     |
| 1949        | с   | Время вашего шоу                  | Your Show Time                           | (1 эпизод)                                                  |
| 1950        | ф   | Фрэнсис                           | Francis                                  | полковник Кармайкл                                          |
| 1950        | ф   | В укромном месте                  | In a Lonely Place                        | Чарли Уотерман                                              |
| 1950        | ф   | Тарзан и рабыня                   | Tarzan and the Slave Girl                | верховный жрец                                              |
| 1950        | ф   | Вендетта                          | Vendetta                                 | французский префект                                         |
| 1951        | ф   | Ренегат Марк                      | The Mark of the Renegade                 | полковник Вега                                              |
| 1951        | ф   | Щугарфут                          | Sugarfoot                                | Джей Си Крейн                                               |
| 1951        | ф   | Меч Монте-Кристо                  | The Sword of Monte Cristo                | маркис де Монтенбло                                         |
| 1952        | ф   | Против всех врагов                | Against All Flags                        | капитан Кидд                                                |
| 1952        | ф   | Звезда                            | The Star                                 | стареющий актёр на вечеринке                                |
| 1952        | с   | Бифф Бейкер, США                  | Biff Baker, U.S.A.                       | командир (1 эпизод)                                         |
| 1952        | с   | Театр «Шеврон»                    | Chevron Theatre                          | (1 эпизод)                                                  |
| 1953        | ф   | Форт Алжир                        | Fort Algiers                             | Харун                                                       |
| 1953        | ф   | Дело в Ямайке                     | Jamaica Run                              | судья                                                       |
| 1953        | ф   | Игрок из Миссисипи                | The Mississippi Gambler                  | губернатор Поль Моне                                        |
| 1953        | ф   | Захватчики семи морей             | Raiders of the Seven Seas                | новый губернатор Кубы (в титрах не указан)                  |
| 1953        | ф   | Саломея                           | Salome                                   | курьер (в титрах не указан)                                 |
| 1953        | с   | Время вашей игры                  | Your Show Time                           | (1 эпизод)                                                  |
| 1953—1955   | с   | Театр звезд «Шлитца»              | Schlitz Playhouse of Stars               | разные роли (2 эпизода)                                     |
| 1953 — 1955 | с   | Кавалькада Америки                | Cavalcade of America                     | разные роли (3 эпизода)                                     |
| 1954        | ф   | Серебряная жила                   | Silver Lode                              | судья Крэнстон                                              |
| 1954        | ф   | Страсть                           | Passion                                  | падре (в титрах не указан)                                  |
| 1954        | тф  | История отца Джанипера Серры      | The Story of Father Juniper Serra        | отец Серра (в титрах не указан)                             |
| 1954        | с   | Топпер                            | Topper                                   | полицейский психиатр (1 эпизод)                             |
| 1955        | ф   | Вождь Бешеный Конь                | Chief Crazy Horse                        | Пятнистый хвост                                             |
| 1955        | ф   | Побег в Бирму                     | Escape to Burma                          | Савбва, местный правитель                                   |
| 1955        | ф   | Леди Годива из Ковентри           | Lady Godiva of Coventry                  | Хамберт                                                     |
| 1955        | тф  | Молот и меч                       | The Hammer and the Sword                 | Джордж Вашингтон                                            |
| 1955        | с   | Видеотеатр «Люкс»                 | Lux Video Theatre                        | начальник штаба (1 эпизод)                                  |
| 1955        | с   | Альфред Хичкок представляет       | Alfred Hitchcock Presents                | Мэтью Келсон (1 эпизод)                                     |
| 1955        | с   | Перекрёстки                       | Crossroads                               | главный судья (1 эпизод)                                    |
| 1955        | с   | Звёздная сцена                    | Star Stage                               | (2 эпизода)                                                 |
| 1955        | с   | В суде                            | On Trial                                 | судья (1 эпизод)                                            |
| 1955— 1957  | с   | Письмо к Лоретте                  | Letter to Loretta                        | разные роли (2 эпизода)                                     |
| 1956        | ф   | Прогулка по гордой земле          | Walk the Proud Land                      | вождь Эскиминзин                                            |
| 1956        | ф   | Пока город спит                   | While the City Sleeps                    | Амос Кайн                                                   |
| 1956        | с   | Дневной спектакль                 | Matinee Theatre                          | (1 эпизод)                                                  |
| 1956        | с   | Час 20th Century Fox              | The 20th Century-Fox Hour                | генерал Оливер Говард (1 эпизод)                            |
| 1956—1958   | с   | Сломанная стрела                  | Broken Arrow                             | генерал Оливер Говард (3 эпизода)                           |
| 1957        | ф   | Разборка в Медисин-Бэнд           | Shoot-Out at Medicine Bend               | брат Абрахам                                                |
| 1957        | с   | Шоу Гейл Сторм                    | The Gale Storm Show: Oh! Susanna         | король Морура (1 эпизод)                                    |
| 1957        | с   | Кольт 45-го калибра               | Colt .45                                 | судья Киллиан (1 эпизод)                                    |
| 1957        | с   | Цирковой мальчик                  | Circus Boy                               | граф Брехт (1 эпизод)                                       |
| 1957—1959   | с   | Приключения Рин Тин Тина          | The Adventures of Rin Tin Tin            | разные роли (4 эпизода)                                     |
| 1958        | ф   | Флибустьер                        | The Buccaneer                            | капитан Локйир                                              |
| 1958        | с   | Зорро                             | Zorro                                    | Хосе Моралес (1 эпизод)                                     |
| 1958        | с   | Отец знает лучше                  | Father Knows Best                        | Святой Пётр (1 эпизод)                                      |
| 1958        | с   | Сказки Ширли Темпл                | Shirley Temple's Storybook               | (1 эпизод)                                                  |
| 1958        | с   | Эй, Джинни!                       | Hey, Jeannie!                            | Летаюющий орёл (1 эпизод)                                   |
| 1958        | с   | Приключения Джима Боуи            | The Adventures of Jim Bowie              | вождь Минко Мошолатабби (1 эпизод)                          |
| 1958—1959   | с   | Дни в Долине смерти               | Death Valley Days                        | разные роли (2 эпизода)                                     |
| 1958—1960   | с   | Бронко                            | Bronco                                   | разные роли (3 эпизода)                                     |
| 1959        | ф   | Всё началось с поцелуя            | It Started with a Kiss                   | конгрессмен Мьюир                                           |
| 1959        | ф   | Ночь четверти Луны                | Night of the Quarter Moon                | судья                                                       |
| 1959        | с   | За закрытыми дверями              | Behind Closed Doors                      | Овербек (1 эпизод)                                          |
| 1959        | с   | Помощник шерифа                   | The Deputy                               | шеф Магнус (1 эпизод)                                       |
| 1959— 1960  | с   | Шугарфут                          | Sugarfoot                                | разные роли (2 эпизода)                                     |
| 1959—1962   | с   | Гавайский детектив                | Hawaiian Eye                             | разные роли (2 эпизода)                                     |
| 1960        | с   | Шайенн                            | Cheyenne                                 | Чота (1 эпизод)                                             |
| 1960 — 1961 | с   | Театр Зейна Грея                  | Zane Grey Theater                        | разные роли (2 эпизода)                                     |
| 1960        | с   | Мэверик                           | Maverick                                 | Стоящий бык (1 эпизод)                                      |
| 1960        | с   | Питер Ганн                        | Peter Gunn                               | Харли Бернард (1 эпизод)                                    |
| 1960        | с   | Техасец                           | The Texan                                | епископ (1 эпизод)                                          |
| 1960        | с   | Мистер Счастливчик                | Mr. Lucky                                | Чарльз Колтер (1 эпизод)                                    |
| 1960        | с   | Сумеречная зона                   | The Twilight Zone                        | Александер Ледботтом Маккей (1 эпизод)                      |
| 1960        | с   | Тейт                              | Tate                                     | Шон Макконелл (1 эпизод)                                    |
| 1960        | с   | Джонни Миднайт                    | Johnny Midnight                          | Дерек Уоррен (1 эпизод)                                     |
| 1960        | с   | Закон жителя равнин               | Law of the Plainsman                     | губернатор Лью Уоллес (1 эпизод)                            |
| 1960        | с   | Спасение 8                        | Rescue 8                                 | Вудворд (1 эпизод)                                          |
| 1961        | с   | Караван повозок                   | Wagon Train                              | Красное облако (1 эпизод)                                   |
| 1961        | с   | Сажать в тюрьму                   | Lock Up                                  | дед Бёркхарт (1 эпизод)                                     |
| 1961        | с   | Ангел                             | Angel                                    | судья Хартли (1 эпизод)                                     |
| 1961        | с   | Закон и мистер Джонс              | The Law and Mr. Jones                    | разные роли (2 эпизода)                                     |
| 1962        | с   | Доктор Килдэр                     | Dr. Kildare                              | доктор Бромли (1 эпизод)                                    |